# جويل فيليكس (لاعب كرة قدم)
جويل فيليكس (بالدنماركية: Joel Felix)‏ هو لاعب كرة قدم دنماركي، ولد في 13 يناير 1998 في سانت لوسيا.

## وصلات خارجية
- جويل فيليكس (لاعب كرة قدم) على موقع قاعدة بيانات كرة القدم.إي يو (الإنجليزية)
- جويل فيليكس (لاعب كرة قدم) على موقع Soccerway.com (الإنجليزية)
- جويل فيليكس (لاعب كرة قدم) على موقع عالم كرة القدم.نت (الإنجليزية)